# Papamosques de Tessmann
El papamosques de Tessmann (Muscicapa tessmanni; syn: Fraseria tessmanni) és una espècie d'ocell de la família dels muscicàpids (Muscicapidae) que habita de forma discontinua, zones boscoses i matollars, des de Sierra Leone, a l'oest, fins al nord-est de la República Democràtica del Congo. El seu estat de conservació es considera de risc mínim.

## Taxonomia
A la Classificació del Congrés Ornitològic Internacional (versió 11.2, 2021) se'l considera al gènere Muscicapa. Tanmateix, en el Handook of the Birds of the World i la quarta versió de la BirdLife International Checklist of the birds of the world (desembre 2019) se'l classifica dins del gènere Fraseria (F. tessmanni), juntament amb altres nou espècies de papamosques.